# Hap e Leonard e il mistero del bibliobus
Hap e Leonard e il mistero del bibliobus (Hoodoo Harry) è un racconto di Joe R. Lansdale del 2016, uscito in Italia nel 2022, con Hap Collins e Leonard Pine per protagonisti.

## Trama
Di ritorno da una battuta di pesca, il furgoncino di Hap Collins e Leonard Pine viene travolto da un autobus guidato da un ragazzino di dodici anni col terrore stampato sul volto, che nell'incidente perde la vita, mentre i due amici ne escono sostanzialmente illesi.
Marvin Hanson, il capo della polizia di LaBorde amico dei due protagonisti, dà loro diverse informazioni sulla vittima: il suo nome era James Clifton, non aveva più una famiglia ed era nato a Nesbit, un villaggio abitato interamente da afroamericani. L'autobus era adibito a libreria circolante ed era proprietà di Harriet Hoodalay, detta "Hoodoo Harry" per la sua misteriosa e repentina scomparsa avvenuta diverso tempo prima. Ottenuto il permesso di esaminare il veicolo, Hap e Leonard vi scoprono un serbatoio aggiuntivo nel quale, immersi nel gasolio, si trovano sei cadaveri: cinque di bambini e uno di donna adulta, presumibilmente Harriet. Con l'aiuto del loro amico giornalista Cason Statler e del suo collaboratore Mercury compiono delle ricerche sulle persone scomparse da Nesbit e dintorni prima di recarsi sul posto per lo stadio successivo delle indagini.
A Nesbit sono accolti amichevolmente da Gardner Moost, gestore dell'emporio ed ex innamorato di Harriet, da Will Turner, garzone di un'officina meccanica e in precedenza anche autista del bibliobus, e da Donnie James, datore di lavoro di Will; decisamente meno dal vedovo di Harriet, Tom, con il quale Leonard viene alle mani, benché non lo creda l'assassino dei bambini.
Hap e Leonard tornano a LaBorde, ma Collins è tormentato da un'intuizione che lo spinge a tornare nottetempo a Nesbit col suo socio. Il pedofilo assassino sarebbe Donnie, e Will, dopo essere stato adescato da lui, ne sarebbe divenuto il complice. Harriet era stata eliminata dai due perché aveva scoperto i loro crimini. Lo sventurato James Clifton era sfuggito alle loro grinfie rubando il bibliobus ma non era riuscito a governare il mezzo.
Hap e Leonard si mettono a cercare delle prove nell'officina di Donnie, ma sono scoperti da Will, che li tiene sotto il tiro di una pistola; quest'ultimo, assieme al suo capo, viene poi eliminato da Leonard. All'arrivo della polizia, chiamata dagli abitanti di Nesbit che hanno udito gli spari, i due investigatori sono portati in cella di sicurezza, e vengono rilasciati quando in casa di Donnie sono trovate le prove dei suoi delitti.

## Edizioni
- (EN) Joe R. Lansdale, Hoodoo Harry, collana Bibliomysteries, The Mysterious Bookshop, 2016, ISBN 1613160933.
- Joe R. Lansdale, Hap e Leonard e il mistero del bibliobus, collana TimeCrime. Crimini di carta, traduzione di Sara Bilotti, Torino, Fanucci, 2022, ISBN 978-88-6688-476-7.